# Bi Kidude
Fatuma binti Baraka (cuối thập niên 1910 – 17 tháng 4 năm 2013), còn được gọi là Bi Kidude, là một ca sĩ người Tanzania gốc Tanzania của Zanzibari. Bà đã được gọi là "nữ hoàng của âm nhạc Taarab và Unyago" và được lấy cảm hứng từ Siti Binti Saad. Sinh ra ở làng Mfagimaringo, Bi Kidude là con gái của một người bán dừa ở Zanzibar thuộc địa. Ngày sinh chính xác của Bi Kidude vẫn chưa được biết và phần lớn câu chuyện cuộc đời bà không được chứng minh. Năm 2005, Bi Kidude nhận được giải thưởng WOMEX cho những đóng góp của bà cho âm nhạc và văn hóa ở Zanzibar.

## Phần thưởng và đề cử

### Danh dự
| Huân chương | Huân chương                           | Quốc gia                 | Năm  |
| ----------- | ------------------------------------- | ------------------------ | ---- |
|             | Huy chương cho nghệ thuật và thể thao | liên_kết=\|viền Tanzania | 2012 |

### Giải thưởng
- Giải thưởng WOMEX 2005

### Đề cử
- Giải thưởng âm nhạc Tanzania 2011 – Hợp tác hay nhất và bài hát truyền thống hay nhất ('Ahmada' với thủ thuật Offside)